# Шмид (остров)
Шмид (на руски: остров Шмидта) е крайния северозападен остров в архипелага Северна Земя, разположен в североизточната част на Карско море, влиза в състава на Красноярски край на Русия. Има яйцевидна форма от със среден диаметър около 25 km. Площ 430 km2. Максимална височина 325 m. Целият остров е покрит с леден купол, като открити скални пространства има само на отделни места покрай брега. Открит е на 1 септември 1930 г. от съветската полярна експедиция на кораба „Георгий Седов“, ръководена от руския математик, астроном и геофизик Ото Шмид и е наименуван в негова чест. През 1935 г. е изследван от Георгий Ушаков, ръководител на експедицията изследвала северните части на Карско море.

## Топографска карта
- Лист от карта U-46-XXV,XXVI,XXVII о. Шмидта (Северная Земля). Мащаб: 1 : 200 000. Състояние на местността към 1956 год.